# 丸山くがね
丸山 くがね（まるやま くがね）は、日本のライトノベル作家。2012年6月4日までのペンネームはむちむちぷりりんだった。代表作は『オーバーロード』。

## 概要
2012年6月4日までのペンネームは「むちむちぷりりん」だったが、「読者が購入する際に変な目で見られないようにする」ため現在のものに変更した。
かつては、TYPE-MOONの作品、歌月十夜の短編、『黎明』を執筆した事もある。

## 人物
同時期に「小説家になろう」、「Arcadia」といった小説投稿サイトよりデビューしたラノベ作家の暁なつめ、長月達平、カルロ・ゼン、理不尽な孫の手らと仲が良い。それぞれの人物と『異世界かるてっと』でのコラボや、各々のTwitterアカウントの相互フォローなどをしている。

## 小説
- オーバーロード （イラスト：so-bin、エンターブレイン、既刊16巻）

## ゲームシナリオ
- 歌月十夜 - 『黎明』担当